# Babajurt

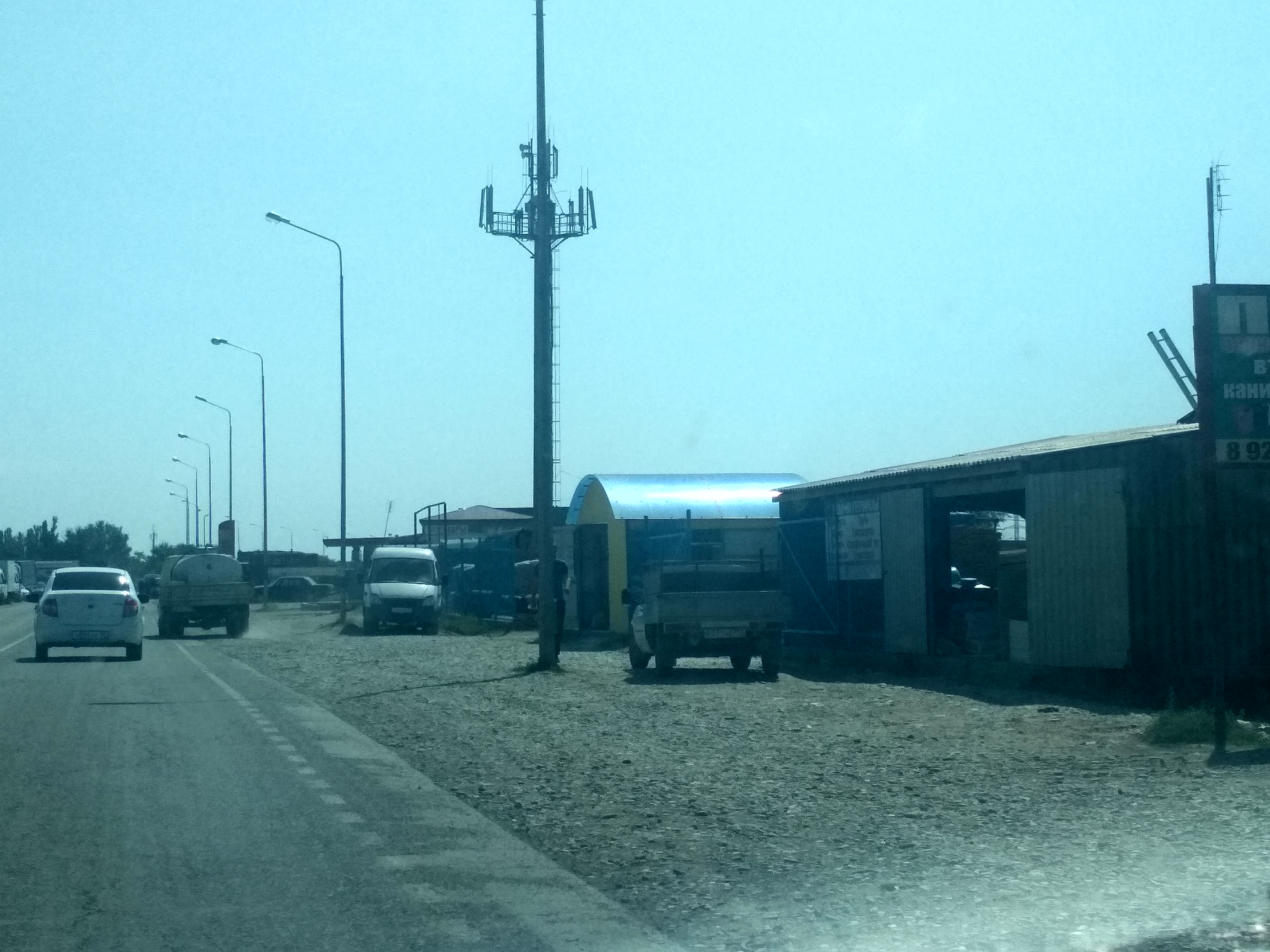
Babajurt

Babajurt (russisch und kumykisch Бабаю́рт) ist ein Dorf (selo) in der Republik Dagestan in Russland mit 15.227 Einwohnern (Stand 14. Oktober 2010).

## Geographie
Der Ort liegt etwa 90 km Luftlinie nordwestlich der Republikhauptstadt Machatschkala in der Kumykischen Ebene (Kumykskaja ploskost), die sich zwischen den Flüssen Terek und Sulak im nordöstlichen Vorland des Großen Kaukasus an der Westküste des Kaspischen Meeres erstreckt. Etwa zwei Kilometer südlich von Babajurt verläuft der Fluss Aksai, dessen Wasser heute wie das des südlicher fließenden Aktasch im östlichen Teil des Rajons über Bewässerungskanäle zum Sulak geleitet wird.
Babajurt ist Verwaltungszentrum des Rajons Babajurtowski sowie Sitz und einzige Ortschaft der Landgemeinde (selskoje posselenije) Selo Babajurt. Fast zwei Drittel der Einwohner gehören der Ethnie der Kumyken an, andere größere Gruppen (über 10 %) sind Awaren und Nogaier.

## Geschichte
Das Dorf geht auf den 1821 während des Kaukasuskrieges im Verlauf der „Kaukasuslinie“ errichteten russischen Militärposten Magometow Most (russisch für „Mohammed-Brücke“) zurück, der unweit eines gleichnamigen kumykischen Dorfes entstand. Um die Mitte des 19. Jahrhunderts bürgerte sich der heutige Name ein, der auf die Bezeichnungen zweier älterer, in der Umgebung gelegener Dörfer zurückgeht.
Seit 22. November 1928 ist das Dorf Verwaltungssitz eines Rajons (zunächst bis 1929 als „Kanton“).

### Bevölkerungsentwicklung
| Jahr | Einwohner |
| ---- | --------- |
| 1939 | 1.869     |
| 1959 | 4.919     |
| 1970 | 7.104     |
| 1979 | 8.046     |
| 1989 | 12.737    |
| 2002 | 12.943    |
| 2010 | 15.227    |

Anmerkung: Volkszählungsdaten

## Verkehr
Babajurt liegt an der föderalen Fernstraße R215, die Astrachan über Kisljar mit Machatschkala verbindet (zugleich Teil der Europastraße 119). In Babajurt zweigt die Regionalstraße 82A-003 (ehemals R279) nach Chassawjurt ab.
Westlich des Dorfes liegt die Station Babajurt bei Kilometer 33 der am 11. September 1997 eröffneten Eisenbahnstrecke Kisljar – Kisiljurt, die ab 1995 errichtet wurde, um die wegen des Ersten Tschetschenienkrieges unterbrochene Verbindung zwischen Astrachan und Machatschkala unter Umgehung Tschetscheniens wiederherzustellen.